# Ashley Wagner
Ashley Wagner (n. 16 mai 1991, Heidelberg, Germania) este o patinatoare artistică ce a reprezentat Statele Unite ale Americii, medaliată olimpică. A participat la o ediție a Jocurilor Olimpice (2014) în care a câștigat o medalie de bronz.